# Виды намазов
Исламская молитва (намаз) имеет разные формы в зависимости от времени совершения намаза, обстоятельств, сопровождающих данный намаз, и событий, по случаю которых данный намаз производится. Наиболее заметное отличие намазов состоит в количестве ракаатов, совершаемых в намазе, хотя большая часть намазов состоит из двух ракаатов. Единственный намаз, который не имеет привычных ракаатов — это погребальная молитва (джаназа), которая совершается стоя с поднятием рук и произношением такбира между молитвами-дуа.

## Пятикратная ежедневная молитва
Самыми главными и известными являются пять молитв, которые совершаются мусульманами ежедневно в зависимости от времени суток. Совершение этих молитв является обязанностью каждого совершеннолетнего мусульманина и мусульманки.
1. Фаджр (араб. فجر‎ — «рассвет») — обязательная двухракаатная утренняя (предрассветная) молитва. Время наступления молитвы Фаджр начинается с рассветом и заканчивается с восходом Солнца.
2. Зухр (араб. ظهر‎ — «полуденное время») — обязательная четырёхракаатная полуденная (обеденная) молитва. Время наступления молитвы Зухр начинается в полдень с момента, когда Солнце прошло через точку зенита и заканчивается с наступлением молитвы Аср, когда тень от предмета становится равной самому предмету.
3. Аср (араб. عصر‎ — «предвечернее время») — обязательная четырёхракаатная послеполуденная (предвечерняя) молитва. Время наступления молитвы Аср наступает в тот момент, когда тень от объекта длиннее его в два раза. Заканчивается с наступлением вечерней молитвы (Магриб), с заходом Солнца.
4. Магриб (араб. مَغْرِب‎ — «запад») — обязательная трёхракаатная закатная (вечерняя) молитва. Время начала совершения молитвы Магриб наступает в момент захода Солнца и заканчивается с наступлением ночной молитвы (Иша), с окончанием сумерек.
5. Иша (араб. عشاء‎ — ужин) — обязательная четырёхракаатная ночная молитва. Время совершения намаза начинается с исчезновением вечерней зари после заката Солнца и продолжается до рассвета (некоторые учёные считают, что время, до которого можно совершать Иша, заканчивается в полночь).

## Обязательные молитвы
Обязательные молитвы — это те молитвы, которые вменены в обязанность мусульманам, и за несовершение которых на них ложится грех.

### Джаназа-намаз
Джаназа-намаз (араб. صلاة الجنازة‎ — «похоронная молитва») — молитва, совершаемая перед погребением тела. Выполнение погребальной молитвы джаназа-намаз за упокой умершего мусульманина является коллективной обязанностью, и если ни один мусульманин из джамаата (общины) не совершит её, то весь джамаат впадает в грех.
О вы, кто верует!

Когда вас позовут

              к молитве дня собранья,

Спешите к поминанию Аллаха.

Оставьте все торговые дела, –

Для вас так будет лучше.

О, если бы вы только знали!
يَا أَيُّهَا الَّذِينَ آمَنُوا إِذَا نُودِيَ لِلصَّلَاةِ مِنْ يَوْمِ الْجُمُعَةِ فَاسْعَوْا إِلَىٰ ذِكْرِ اللَّهِ وَذَرُوا الْبَيْعَ ۚ ذَٰلِكُمْ خَيْرٌ لَكُمْ إِنْ كُنْتُمْ تَعْلَمُونَ

### Джума-намаз
Джума-намаз (араб. صلاة الجمعة‎ — «соборная молитва», «пятничная молитва») — пятничная двухракаатная полуденная соборная молитва (джамаат-намаз), совершаемая вместо полуденной молитвы Зухр. Пятничная молитва является обязательной для совершеннолетних мужчин, постоянно проживающих в месте своего пребывания. Азан для данной молитвы возвещают дважды. После первого азана имам мечети читает проповедь, а после второго азана — специальную пятничную проповедь (хутба) на арабском языке. Обязательность пятничного намаза установлена в кораническом аяте, смысл которого заключается в следующем:

### Ид-намаз
Ид-намаз (араб. صلاة العيد‎ — «праздничная молитва»), — праздничная двухракаатная молитва, совершаемая через полчаса—час после восхода Солнца в день праздников Ураза-байрам и Курбан-байрам. Праздничную молитву желательно совершать в мечети мужчинам и женщинам. Во время праздничной молитвы в первом ракаате семь раз произносится такбир. После праздничной молитвы имам произносит проповедь и поздравляет мусульман с праздником. В начале намаза, сложив руки под грудью (как при чтении суры «Аль-Фатиха»), произносят «Аллаху акбар», затем, опустив и сложив их под грудью, читают молитву-дуа: «Пречист Аллах, вся хвала Аллаху, и нет никого и ничего (бога, божества), кому следует поклоняться, кроме Аллаха, и превелик Аллах».

## Желательные молитвы
Желательные молитвы — это те молитвы, выполнение которых не является обязанностью мусульманина, и за несовершение которых на мусульманина не ложится грех.

### Аввабин
Желательный намаз, совершаемый между четвёртым (магриб) и пятым (Иша) намазами. Количество ракаатов: от 2 до 12 по желанию.

«Кто выполнит 6 ракаатов после намаза аль-магриб, тот получит прощение прегрешений, даже если их так много, как пены в океане».— сборник хадисов Ат-Табарани

### Витр
Витр (араб. وتر‎ — «нечётный») — заключительная желательная молитва, совершаемая после ночной молитвы (Иша) и состоящая из нечётного числа ракаатов. В последнем ракаате читается молитва, называемая Кунут. Витр-намаз совершается индивидуально (за исключением молитвы в месяц Рамадан, после Таравих-намаза). Витр относится к категории «Сунна-муаккада», то есть «утверждённой» Сунной регулярно придерживаться которой следует каждому мусульманину, и нежелательным является её оставление. Некоторые исламские ученые (преимущественно ханафиты) считали её одной из обязательных (ваджиб) молитв, невыполнение которой является грехом (макрух тахрими) и требует восполнения.

### Вуду
Вуду (араб. صلاة الوضوء‎ — «намаз омовения») — намаз, совершаемый сразу после совершения ритуального омовения, (до высыхания воды с поверхности омытых частей тела) если это время не макрух; он состоит из двух ракаатов.

### Духа
Духа (араб. ضحى‎ — «утро») —Духа (араб. ضحى — утро) — необязательный (нафиль) намаз. Время выполнения: после полного восхода Солнца, и желательно, чтобы четверть дня уже прошла до полудня. Время намаза заканчивается в полдень.

### Истиска
Истиска (араб. اِسْتِسْقَاء‎) — групповой намаз, состоящий из двух ракаатов, в котором молящиеся просят Аллаха ниспослать дождь в период засухи. В сунне пророка Мухаммеда есть хадисы, рассказывающие о том, как совершалась молитва испрашивания дождя.

Передают, что ‘Абдулла ибн Зейд, да будет доволен им всевышний Аллах, рассказывал: «Я видел Посланника Аллаха ﷺ в тот день, когда он вышел за пределы Медины, чтобы обратиться к Аллаху с мольбой о ниспослании дождя. При этом он повернулся спиной к людям и лицом к кибле (то есть Заповедной мечети в Мекке), перевернул свой плащ, а потом совершил два ракаата, читая Коран вслух».— сборник хадисов аль-Бухари (1024) и Муслима (2086)

Передают, что Анас, да будет доволен им всевышний Аллах, рассказывал: «В одну из пятниц, когда Пророк ﷺ стоял перед людьми и произносил проповедь, в мечеть вошел мужчина. Он вошел через дверь, расположенную напротив кафедры, встал лицом к Посланнику Аллаха ﷺ и сказал: „О Посланник Аллаха! Наше имущество погибло, а по дорогам стало невозможно передвигаться! Помолись же Аллаху, дабы Он ниспослал нам спасительный ливень!“ Посланник Аллаха ﷺ воздел руки и сказал: „О Аллах, ниспошли нам дождь! О Аллах, ниспошли нам дождь! О Аллах, ниспошли нам дождь!“ (Аллаахумма агыснаа! Аллаахумма агыснаа! Аллаахумма агыснаа! в другой версии: „Аллахумма скына“) Клянусь Аллахом, в это время мы не видели на небе ни облаков, ни туч, а между нами и горой Са‘ль не было ни домов, ни иных строений и вдруг из-за горы появилось облако по форме похожее на щит, а когда оно заняло середину неба, то стало распространяться, а потом полил дождь. Клянусь Аллахом, после этого мы не видели солнца целых шесть дней! В следующую же пятницу, когда Посланник Аллаха ﷺ произносил проповедь, некий муж вновь вошел в мечеть через ту же дверь. Он встал напротив Посланника Аллаха ﷺ и сказал: „О Посланник Аллаха! Наше имущество погибло, а по дорогам стало невозможно передвигаться! Помолись же Аллаху, дабы Он остановил дождь!“ Посланник Аллаха ﷺ вновь воздел руки и сказал: „О Аллах, вокруг нас, а не на нас! О Аллах, пусть дождь падает на холмы, пригорки, русла и растения на пастбищах“. После этого дождь прекратился, а когда мы вышли наружу, уже выглянуло солнце». Один из рассказчиков хадиса по имени Шарик спросил Анаса: «Это был тот же мужчина?» Анас ответил: «Я не знаю».— сборник хадисов аль-Бухари (1013, 1014) и Муслима (2075)

### Истихара
Истихара (араб. اِسْتِخَارَة‎) — намаз, состоящий из двух ракаатов, в котором молящийся просит всевышнего Аллаха помочь ему принять правильное решение по тому или иному вопросу. Совершение истихары начинается с исполнения двух ракаатов суннат-намаза и заканчивается произнесением следующей молитвы-дуа:
Перевод: О, Аллах! Вот я прошу Тебя о благе через Твоё знание и о способности через Твоё Могущество и прошу (Твоей милости) из Твоей бесконечной Щедрости. Ибо воистину у Тебя Могущество, а у меня нет. Ты знаешь всё, а я не знаю. Ты — Великий Обладатель знания обо всём.
О, Аллах! Если, по Твоему Знанию, это дело станет благом для моей веры (дин), для моей жизни и для исхода моих дел, то предопредели мне его и сделай его лёгким для меня, и благослови меня в нём.
Но если, по Твоему Знанию, это дело станет злом для моей веры, для моей жизни и для исхода моих дел, то отведи его от меня и отведи меня от этого, и предопредели для меня благо, где бы оно ни было, и сделай так, чтобы я был им доволен.

### Ишрак
Количество ракаатов: от 2 до 4. Время выполнения: через 15—20 минут после полного восхода Солнца и до середины временного промежутка между восходом и зенитом.

Хадис: Кто выполнит утренний намаз (фаджр) с группой, и продолжая сидеть на том же месте, читает зикр до восхода Солнца, а потом выполнит два ракаата намаза-ишрак, тот получит награду как за хадж и умру.— передал Тирмизи
В хадисе от Тибрани говорится о выполнившем намаз-ишрак, что все его грехи будут прощены, и если он умрёт в этот же день, то окажется в раю. А в хадисах от Тирмизи и Абу Дауда сказано, что Аллах станет помогать в выполнении работы в течение всего дня тому, кто выполнил намаз-ишрак. Лучше всего выполнить намаз-ишрак как описано в первом из приведённых хадисов, тем не менее намаз-ишрак можно также прочесть через 15—20 минут после восхода Солнца, даже если после утреннего намаза и до намаза-ишрак занимался не зикром, а земными делами. Однако в этом случае награда будет намного меньше.
Исламский учёный Султан Баху передал в своём духовном наследии, что намаз-ишрак чрезвычайно важен. Своим последователям он советовал регулярно выполнять этот намаз, так как это приносит большое благословение — в моменты распространения первых солнечных лучей духовность возрастает в тех, кто читает намаз-ишрак.

### Кусуф и Хусуф
Кусуф (араб. كسوف‎ — «солнечное затмение»), Хусуф (араб. خسوف‎ — «лунное затмение») — групповой намаз, совершаемый во время солнечного (кусуф) и лунного (хусуф) затмения. Молитву затмения (салят аль-кусуф) следует совершать в два ракаата, в которых Коран читается вслух. Молитвы Кусуф и Хусуф совершаются с начала затмения и до полного появления небесного светила.

### Ратибат
Ратибат (раватиб) — желательные молитвы, совершаемые до и после обязательных (фард) намазов. В случае отсутствия возможности своевременного совершения ратибат-намаза его возмещение не обязательно. По мазхабу имама Шафии, совершить по четыре ракаата до и после обеденного намаза является желательным (суннат), а совершить по два ракаата до и после настоятельно рекомендуемым (муаккад). Ниже в таблице приведено количество ракаатов ратибат-намазов до и после каждой молитвы.
Таблица количества ракаатов ратибат-намаза до и после обязательной молитвы
Разные школы права рекомендуют разное их количество; мнения на этот счёт приведены в таблице ниже:
| Наименование намаза | Количество дополнительных ракаатов и время их чтения (до или после обязательных) | Количество дополнительных ракаатов и время их чтения (до или после обязательных) | Количество дополнительных ракаатов и время их чтения (до или после обязательных) | Количество дополнительных ракаатов и время их чтения (до или после обязательных) | Количество дополнительных ракаатов и время их чтения (до или после обязательных) |
| Наименование намаза | Маликиты                                                                         | Ханафиты                                                                         | Ханбалиты                                                                        | Шафииты                                                                          | Шииты-двунадесятники                                                             |
| ------------------- | -------------------------------------------------------------------------------- | -------------------------------------------------------------------------------- | -------------------------------------------------------------------------------- | -------------------------------------------------------------------------------- | -------------------------------------------------------------------------------- |
| Фаджр               | —                                                                                | 2 до (сунна)¹                                                                    | 2 до                                                                             | 2 до                                                                             | 2 до                                                                             |
| Зухр                | 4 до                                                                             | 4 до и 2 после (сунна)¹                                                          | 2 до и 2 после                                                                   | 2 до и 2 после                                                                   | 8 до                                                                             |
| Аср                 | —                                                                                | 4 до (мандуб)²                                                                   | —                                                                                | —                                                                                | 8 до                                                                             |
| Магриб              | 6 после                                                                          | 2 после (сунна)¹                                                                 | 2 после                                                                          | 2 после                                                                          | 4 после                                                                          |
| Иша                 | —                                                                                | 2 после (сунна)¹                                                                 | 2 после                                                                          | 2 после и витр                                                                   | 2³                                                                               |
| Витр                | 1                                                                                | 3⁴ (ваджиб)                                                                      | 1—11                                                                             | 1—11                                                                             | —                                                                                |

1. Ханафиты разделяют молитвы-нафиль на две категории. Сунна — дополнительные ракааты, которые Мухаммед и его сторонники читали регулярно.
2. Дополнительные молитвы, которые Мухаммед не выполнял регулярно.
3. Два объединённых ракаата витр-намаза, читаются сидя.
4. Витр-намаз у ханафитов читается с сумерек до утра, с единственным повторением фразы «ас-саляму алейкум» в конце[источник не указан 174 дня].

### Тасбих
Намаз-тасбих (араб. تسبيح‎) — намаз, совершаемый для раскаяния в совершённом грехе. Намаз-тасбих имеет четыре ракаата, совершаемые вместе или два раза по два ракаата. После дуа «Субханака…» до чтения суры «аль-Фатиха» читают формулу-тасбих (Субханаллаhи ва-ль-хамдулилляhи ва ля иляhа илля ллаhу валлаhу акбар) 15 раз. Эту же молитву «тасбих» по десять раз читают при поясном поклоне и после него, затем в земном поклоне и после него, снова во втором земном поклоне и поднявшись. Молитву «тасбих» читают после чтения соответствующих молитв, читаемых в каждой позе. Таким образом, тасбих читается в каждом ракаате по 75 раз, а во всех четырёх ракаатах суммарно З00 раз.

### Тауба
Тауба (араб. توبة‎) — простой двухракаатный намаз, который совершается, когда верующий раскаивается в своих грехах и просит прощения у Аллаха. Этот намаз совершают как обычный желательный (нафиль) намаз. После суры «Аль-Фатиха» читают любую другую суру. Совершив этот намаз, поднимают руки в дуа, проявляя смирение и покорность (хушу’ и худу’) и плачут пред Аллахом, прося у него прощения.

### Тахаджуд
Тахаджуд (араб. تهجُّد‎), Киям аль-Лейль (араб. قيام الليل‎ — «ночное стояние») — желательный намаз, который совершается после обязательной ночной молитвы (Иша) и длится до появления зари. В месяц Рамадан совершается ночная молитва, состоящая из нескольких двухракаатных молитв, которая называется таравих (араб. تراويح‎). Таравих выполняется после ночной молитвы (Иша) перед намазом витр.

### Тахият аль-масджид
Тахият-уль-масджид (араб.  تحية المسجد‎ — «приветствие мечети») — двухракаатный нафиль-намаз, совершаемый после входа в мечеть. До совершения этого намаза мусульманам нежелательно садиться и приветствовать находящихся в мечети мусульман. Если в мечети совершить любой из желательных намазов, будь то Духа, Ишрак или Аввабин, то в этом случае он заменяет намаз тахият уль-масджид.

### Хаджат
Хаджат (араб. حاجة‎) — намаз, совершаемый с намерением претворения в жизнь какого-либо желания либо при острой нужде. В этом намазе мусульмане просят Аллаха избавить их от трудностей, жизненных проблем и неудач. Намаз совершается после обязательного ночного намаза (Иша) и состоит из 2, 4 или 12 ракаатов.

## Формы совершения молитв

### Индивидуальный намаз
Индивидуальный намаз совершается индивидуально как мужчиной, так и женщиной. Почти все желательные намазы совершаются индивидуально и совершение их коллективом (джамаатом) может быть не желательно.

### Женский намаз
Намаз женщины немного отличается от мужского. Главное отличие — это прикрытие аврата, который у женщин включает всё тело кроме лица и кистей рук. К другим менее важным (и не везде принятым) отличиям относятся:
- В поясном и земном поклонах женщины держат живот близко к бёдрам, и также близко прижимают к телу локти.
- Читая молитвы, которые произносятся вслух, женщины не повышают голос[22].
- Во время чтения суры Аль-Фатиха женщины располагают руки на груди, положив одну ладонь на другую.
- Совершая руку, женщины лишь слегка сгибают спину и колени, не расставляя пальцы на коленях[21].
- Если имам совершит ошибку во время намаза, то она должна хлопнуть в ладоши, ничего при этом не произнося[23].

### Джамаат-намаз
Джамаат-намаз (араб. صلاة الجماعة‎) — коллективный намаз, обязательный намаз совершаемый двумя и более лицами. Совершение намаза в коллективе является значимым суннатом (муаккад), который приравнивается к обязательному. Для мужчин совершение джамаат-намаза в мечети более чем в 27 раз ценно, чем индивидуальный намаз, а для женщин ценнее считается намаз, совершённый дома.
Руководит молитвой имам, а все остальные молящиеся (мамумы) стоят за ним в ряд. Женщина-имам должна стоять посередине в одном ряду с другими женщинами. Опоздавший начинает намаз с произнесения слов «Аллаху Акбар» с одновременным намерением о совершении намаза, а затем он следует в своих действиях за имамом. По окончании коллективного намаза опоздавший восполняет невыполненные ракааты.

### Каср
Каср (араб. قصر الصلاة‎ — «сокращённая молитва») — Сокращение молитв зухр, аср и иша путниками, отправляющимися в дорогу, которая превышает определенную протяженность (около 100 км) до конечной точки пути и намеревающиеся остаться в ней на срок до 15 дней (в маликитском, шафиитском и ханбалитском мазхабах — до 4 дней), до двух ракаатов. 
Такая форма совершения намаза становится для мусафира ваджибом (по мнению ханафитов) и азиматом, когда он покидает свой населённый пункт (проходит последние жилые дома, пригородные сёла, кладбище, а также элеватор или гумно).
Также к нюансам совершения намаза в пути относится видимое объединение двух намазов. Ханафитский мазхаб дозволяет такую его форму, в которой первый из намазов читается в самом конце предписанного ему времени, а второй в самом начале. В то же время ханафиты считают недозволенным, если путник (мусафир) находится в пути во время наступления первой молитвы, но останавливается для её совершения только во время наступления следующей, и объединяет их, откладывая первую на время второй (джаму тахир).

### Салят-уль-марид
Салят-уль-марид (араб. صَلَاةُ الْمَرِيضِ‎ — «молитва больного») — совершение намаза сидя или лёжа по причине тяжёлой болезни, сильных болей, головокружения. 
Если есть возможность ненадолго встать, то поклоны совершаются полноценно, в ином случае они обозначаются наклонами головы и, при возможности этого, туловища. Наклоны, обозначающие земной поклон, выполняются глубже, чем обозначающие поясной поклон.

### Хауф
Хауф (араб.  خوف‎ — «страх») — намаз страха, форма коллективного намаза, при котором две группы молящихся поочерёдно совершают коллективный намаз за имамом. Впервые был применён пророком Мухаммедом перед битвой при Ухуде. Намаз Хауф совершается при угрозе нападения со стороны хищников, при извержениях вулкана, землетрясениях, наводнениях и так далее. В намазе, который совершается во время опасности, ошибки не принимаются во внимание.